# La Ferté-Saint-Aubin
La Ferté-Saint-Aubin település Franciaországban, Loiret megyében. Lakosainak száma 7317 fő (2022. január 1.). La Ferté-Saint-Aubin Orléans, Chaumont-sur-Tharonne, Vouzon, Yvoy-le-Marron, Ardon, Jouy-le-Potier, Ligny-le-Ribault, Marcilly-en-Villette, Ménestreau-en-Villette és Saint-Cyr-en-Val községekkel határos.

## Népesség
A település népességének változása:
| Lakosok száma | 4307 | 5498 | 6414 | 7028 | 7219 | 7367 | 7454 | 7404 | 7371 | 7317 |
|               | 1968 | 1982 | 1990 | 2006 | 2013 | 2015 | 2017 | 2019 | 2020 | 2022 |